# Hubbard (Saskatchewan)
Hubbard es un pueblo canadiense situado en la provincia de Saskatchewan.

## Superficie
Hubbard tiene una superficie de 1,07 km².

## Demografía
En 2021, tenía 45 habitantes, una densidad poblacional de 42,2 hab./km², y 23 viviendas.